# Erzsébetváros (Románia)

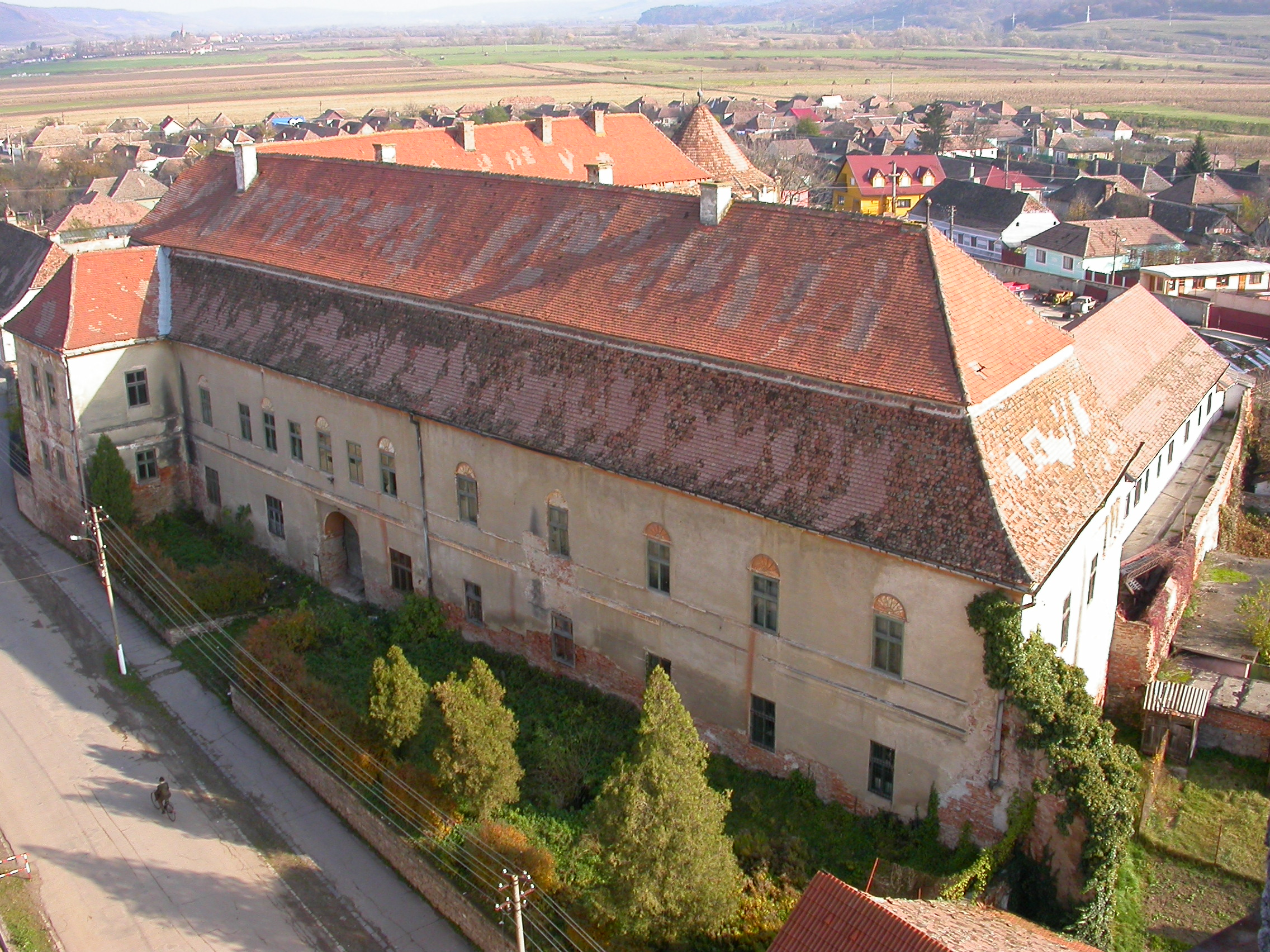
A vár

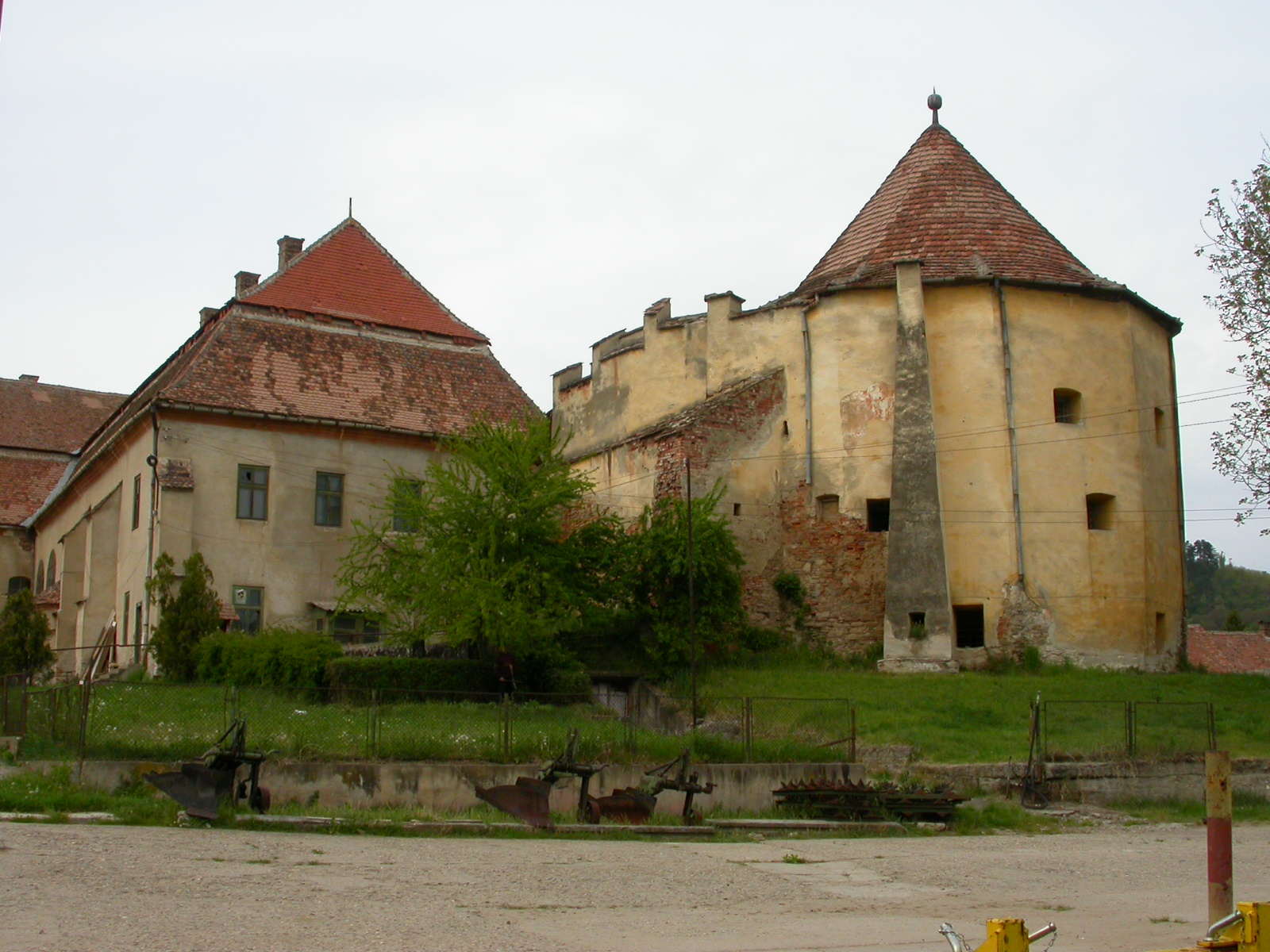

Erzsébetváros, 1733-ig Ebesfalva (románul Dumbrăveni, 1930-ig Ibașfalău vagy Elisabetopole, németül Elisabethstadt vagy Eppeschdorf, szászul Appeschterf, latinul Elisabetopolis) város Romániában, Erdélyben, Szeben megyében.

## Fekvése
Medgyestől 20 km-re keletre, a Nagy-Küküllő jobb partján fekszik.

## Nevének eredete
Mai nevét az örmény katolikus plébánia védőszentjéről, Árpád-házi Szent Erzsébetről kapta 1733-ban. A korábbi Ebesfalva (1332: Ebes, 1368: Ebesfolwa, 1637: Ebesdfaluj) név az eb ('kutya') szóból származik. A névadás motívuma állítólag az volt, hogy a bethleni Bethlen család itt tartotta vadászkutyáit.

## Története

### Ebesfalva
Ebesfalva a mai város északkeleti részén terült el. Első lakói szászok voltak, de később magyarok és románok is beköltöztek. 1447-től az Apafi család uradalmi központja. 1552-ben Apafi Gergely megvásárolta a Bethlenek birtokrészeit is, majd várkastélyt épített a településen. A kastély körül új jobbágytelkek jöttek létre. 1584-ben az Apafi és a bethleni Bethlen család itt kötötte azt az egyezséget, melynek értelmében az egyik család kihalása esetén minden vagyona a másikra száll át. 1590-ben Apafi Miklós főispán Küküllő vármegye székhelyévé tette. 1605-ben a várat őrsége sikeresen megvédte a medgyesi németek támadásával szemben. 1660-ban ide menekült Kemény János elől Bethlen János. 1661-ben itt jelent meg Apafi előtt az Ali pasa vezette török sereg a szultán üzenetével, amely a marosvásárhelyi táborba hívta, ahol fejedelemmé választották.

### Az örmények letelepedése
1692-ben húsz moldvai örmény család költözött be Gyergyószentmiklósról, papjuk, Potoczki Márton vezetésével. 1692-ben a település csaknem teljesen leégett. 1696-ban II. Apafi Mihály privilégiumokkal látta el az örményeket (kereskedelmi és költözési szabadság Erdélyben, forspont alóli mentesség). Miután 1704-ben a kurucok fölgyújtották, az örmények Csíkba és Gyergyóba menekültek és csak 1710-ben tértek vissza. Ekkoriban fogadták el a vallási uniót és lettek a Rómával egyesült örmény katolikus egyház hívei.
Mivel az Apafi család kihalt, 1713-ban, a korábbi megállapodás értelmében a helység uradalmával együtt a Bethlenek tulajdonába került. 1725-ben fölszentelték az örmények kőtemplomát. 1729-ben lelki gondozásukra Velencéből mechitarista szerzetesek érkeztek. 1727-ben latin szertartású egyháza is létrejött, miután a római katolikusok megszerezték a korábbi református templomot. Ekkoriban kb. 450–500 örmény lakos élt itt, a románok száma 280–300 lehetett.
1733-ban III. Károly király Elisabethopolis (Elisabethstadt) néven örmény várossá emelte. Kiszakadt az uradalomból és megkapta a szabad kereskedés jogát a Birodalom egész területén. 1746-ban pallosjogot nyert és Szamosújvár kivételével az összes Erdély területén élő örményt a fennhatósága alá helyezték (igazságszolgáltatási, vallási és adózási tekintetben).

### Az örmény város
Az örmények felső rétege szarvasmarhával, borral és gyapjúval kereskedett és évközben rendszerint az Erdély és Bécs közötti utakat járta. Az állandóan a városban élők többsége valamilyen mesterséget űzött, a legtöbben tímárok voltak. Szőleit és gabonaföldjeit román és magyar zsellérek művelték. 1758-ban a város megvásárolta a korábbi uradalom egész területét (Hundorfot, Szászernyét, Rudályt és Szászújfalut). 1758–59-ben szisztematizálták a városképet, széles utcákat, rendezett utcafrontokat alakítottak ki. A magyarokat a Nagy-Küküllő felé eső külvárosba, a románokat a régi Ebesfalva helyére költöztették. A főtéren fölépítették az ún. áruházat, a tőzsérek árukészletének tárolására.
1786-ban szabad királyi városi címet kapott. 1789-ben alapították első gyógyszertárát. 1791-ben a városban 535, a külön számba vett Ebesfalván 272 adófizető család élt (utóbbiak több mint fele zsellér, egyharmada a Kotkorován negyedben élő cigány). 1792-ben egész Erdély számára termelő viaszgyertya-manufaktúra működött benne. 1832-től Erzsébetváros görögkatolikus esperesség székhelye volt.
Az örmények nyelvcseréje, ahogyan Szamosújvár esetében is történt, valószínűleg a 19. század közepére fejeződött be. 1843-ban a Raphael Gharamian madrászi milliomos által alapított örmény katolikus gimnázium már magyar tannyelvvel indult meg. Az örmény nyelv iskolai tantárgyként és a liturgia nyelveként élt tovább.
1848-ban az örmények a forradalom mellé álltak. Mivel kölcsönöket nyújtottak Bemnek, a császáriak kétszer is a szabad rablás engedélyezésével sújtották a várost. 1849-től Felső-Fehér vármegye, majd az 1876-os megyerendezés után Kis-Küküllő vármegye székhelye 1879-ig. Ekkor Gyárfás Károly birtokos közbenjárására a megyeszékhelyet Dicsőszentmártonba helyeztek át, Erzsébetváros pedig járási székhely maradt.
A 19. század közepén hagyományos kereskedelme és iparágai válságba kerültek, amit nem tudott kiheverni. Az 1840-es években az egykori 50–60 kereskedőből már csak 5-6 maradt a városban. Jellemző, hogy területe sem növekedett, a mai belterület nem sokkal nagyobb a száz évvel ezelőttinél. Örmény lakossága több hullámban elhagyta, mára a városban alig laknak leszármazottjaik. Házaikat a 19. század közepétől részben szászok vásárolták meg, evangélikus egyháza 1862-ben alakult meg. 1919. április 27-én a vármegye roma lakossága tanácskozást rendezett a városban.
1952–1953-ban a város szolgált kényszerlakhelyül a környékbeli kuláknak nyilvánított családoknak, főként barcasági és Szászsebes környéki szászoknak. A város lakóinak többsége az 1950-es években ingázni kényszerült segesvári és medgyesi munkahelyekre. 1970-ben és 1975-ben a kiáradt Nagy-Küküllő a város területének nagyobbik részét elöntötte, sok épület összedőlt.

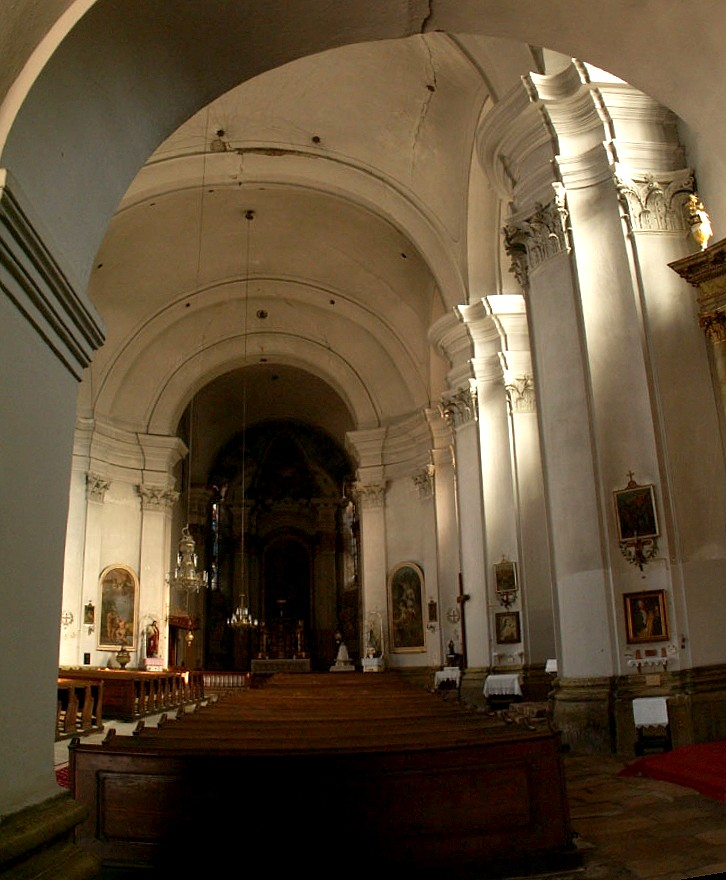
Az örmény katolikus nagytemplom belseje

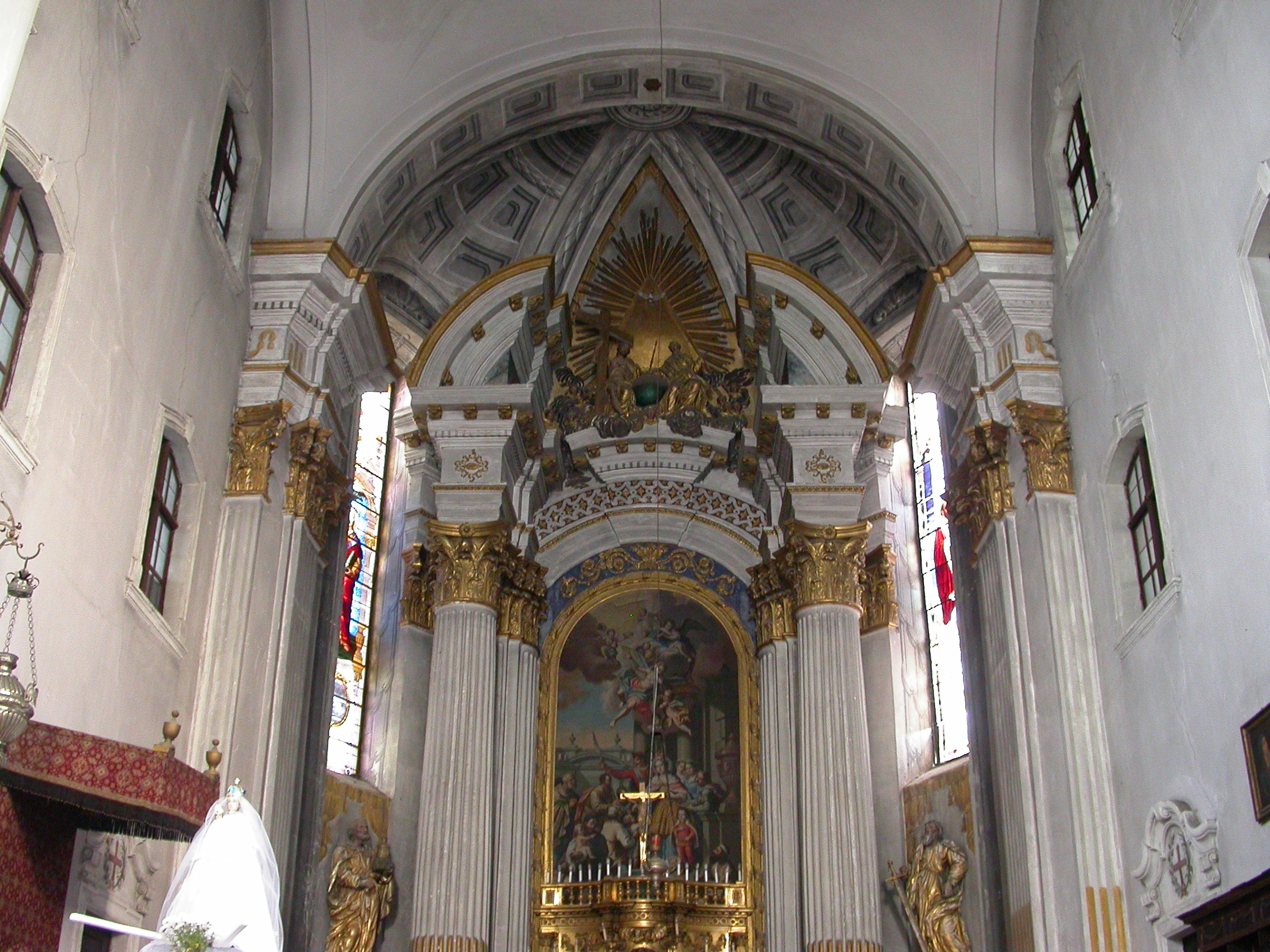

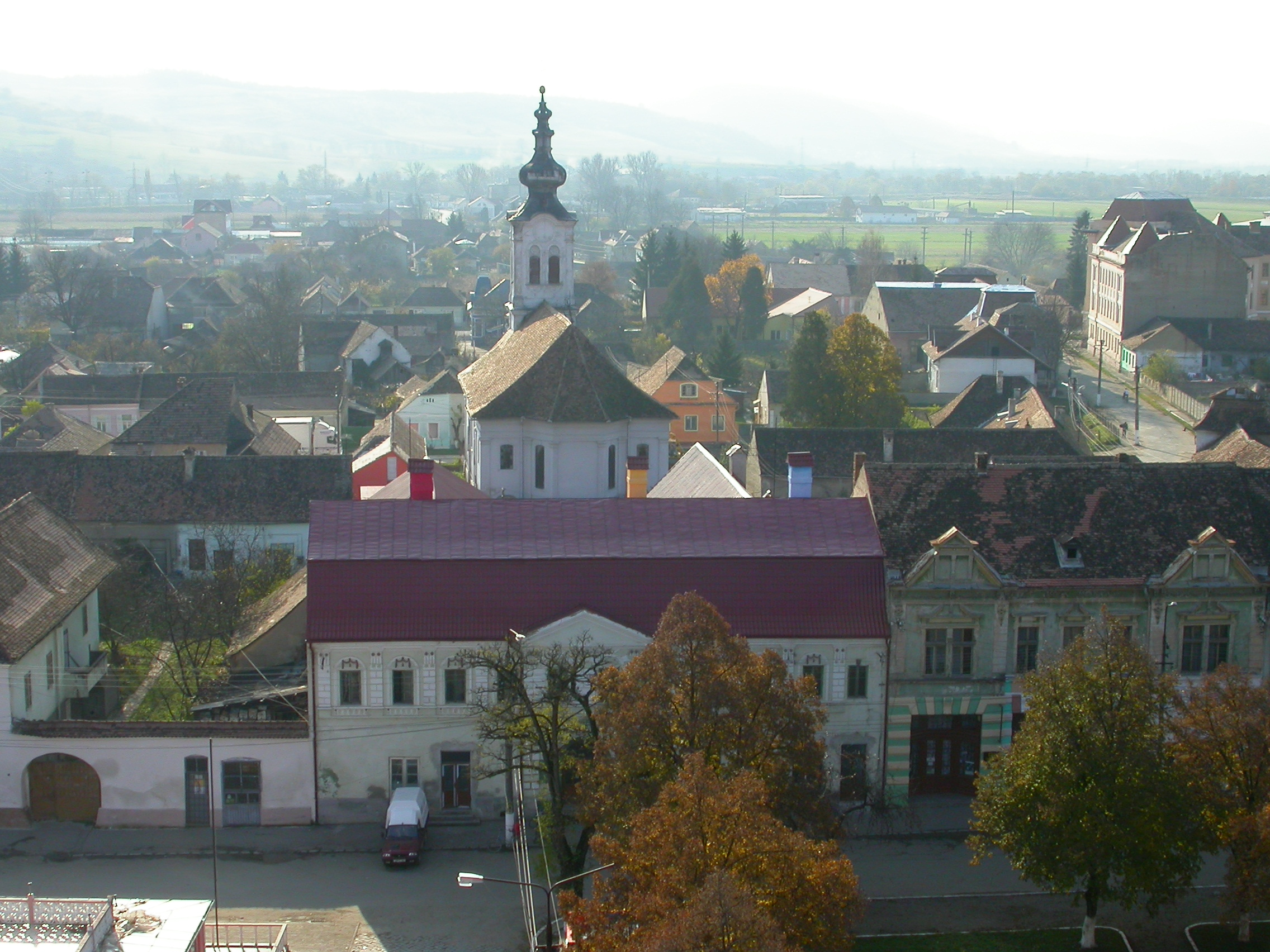
A volt mechitarista templom

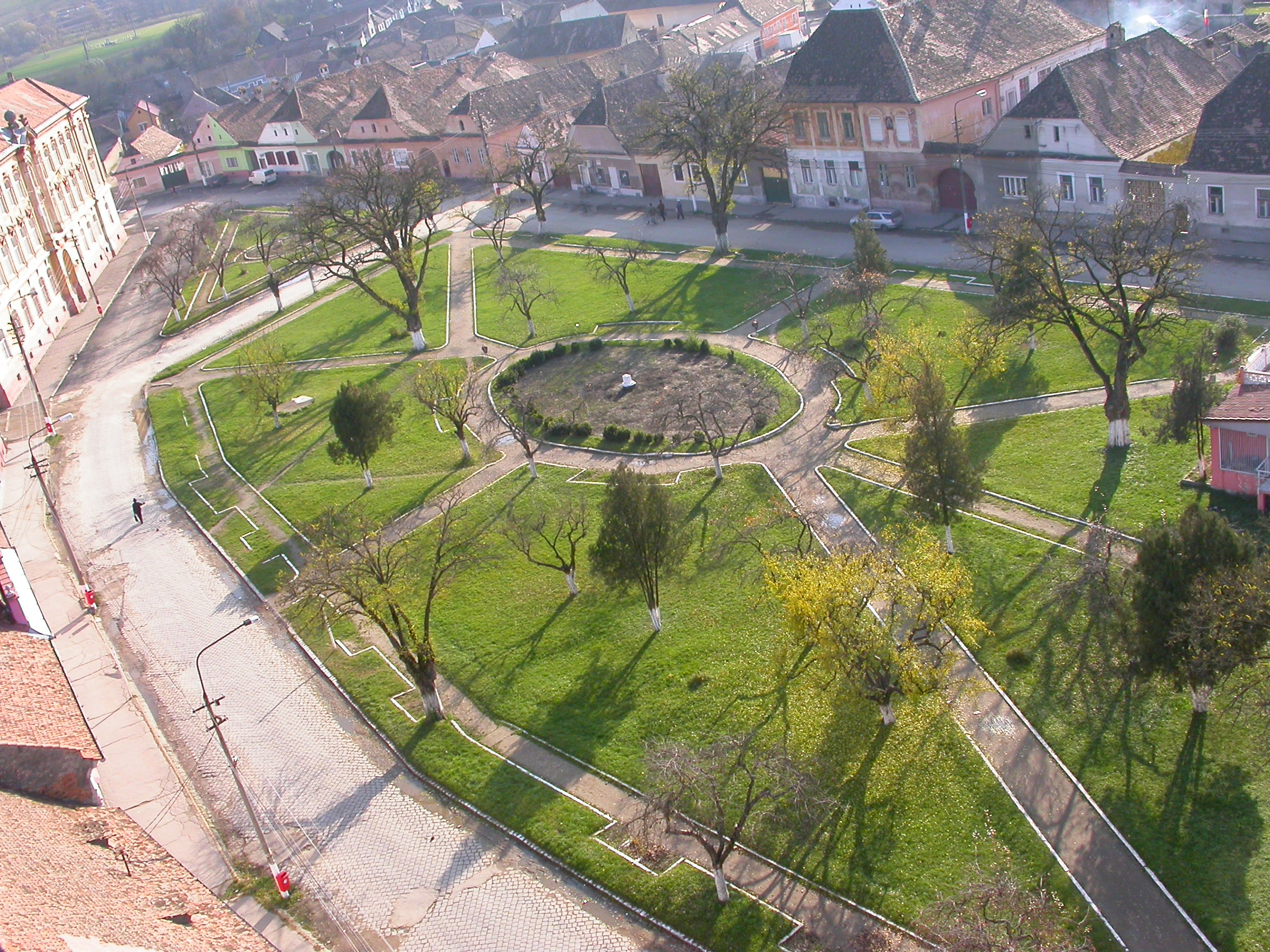
A főtér

## Látnivalók
- A főtéren álló, impozáns méreteivel magasan a város fölé emelkedő örmény katolikus nagytemplom 1766 és 1783 között épült barokk stílusban. Benne copf stílusú talapzaton áll Péter és Pál apostolok szobra 1780-ból, Simon Hoffmayer alkotásai.[12] Egyik toronysisakját 1927-ben vihar sodorta le.[13]
- A főtéri épületek közül a postahivatal egykori épületében ma mezőgazdasági líceum, az 1875-ben alapított kaszinó épületében bank működik. A főtéri "áruház"-at lebontották, helyét parkosították.
- A főtértől nem messze az Apafi-várkastély kissé romos épületét a két világháború között börtönné alakították át. 2010-ben a város örmény történetét bemutató kiállítást nyitottak benne.[14]
- A főtértől a vasútállomás felé vezető úton emelkedik az 1896-ban felépített Igazságügyi Palota. Itt székelt egy időben Nagy- és Kis-Küküllő vármegye törvényszéke. Az épület udvarán volt a fegyház is. Ma a volt Igazságügyi Palotában  kisegítő iskolát működtetnek.
- A volt mechitarista, ma római katolikus templom (1795), mögötte a zárda épülete (1753).
- 1773-ban az Erzsébet vendéglő épületében szállt meg II. József. Egyik részét ma a Târnava Hotel, a másikat a városi könyvtár foglalja el.
- A volt "alsó" örmény templom 1771-ben épült, 1927 óta az evangélikusoké.
- A katolikus leánygimnázium egykori épületében működött 1900 után az állami főgimnázium. Tanára volt Octavian Smigelschi, diákja Zilahy Lajos. Ma a 2. számú általános iskola. Mögötte állt az 1773-ban árvízkárokat szenvedett, 1871-ben elbontott örmény Ótemplom.
- A volt honvédlaktanya jelenleg munkaterápiás nevelőintézet.

## Lakossága
1850-ben 2224 lakosából 689 örmény, 619 magyar, 488 román, 47 német nemzetiségű volt, 1238 római katolikus, 817 görögkatolikus és 130 református. 

1910-ben 4408 lakosából 2613 magyar, 940 román, 496 német és 332 cigány anyanyelvű, 1306 római katolikus, 958 görögkatolikus, 516 evangélikus, 348 ortodox, 170 zsidó és 125 unitárius vallású volt. 

2002-ben 6248 lakosából 4526 volt román, 853 magyar, 740 cigány és 113 német nemzetiségű; 5000 ortodox, 594 református, 220 görögkatolikus, 191 római katolikus és 102 evangélikus vallású.

## Híres emberek
- Itt született 1632. november 3-án I. Apafi Mihály erdélyi fejedelem.
- Itt halt meg 1688-ban Bornemissza Anna erdélyi fejedelemasszony.
- Itt született 1820. április 16-án Dobay József honvédezredes.
- Itt született 1875-ben Papp Antal György helyettes államtitkár, kolozsvári pénzügyigazgató, a Magyar Cserkészszövetség elnöke (1932–1942).
- Itt született 1878-ban Szabó Árpád kisgazdapárti politikus, földművelésügyi miniszter (1947–48).
- Itt született 1880-ban Káplány Géza könyvtáros.
- Itt született  1887-ben Szőkefalvi Nagy Gyula matematikus, egyetemi tanár, akadémikus.
- Itt született 1891-ben Szigethy István festőművész, karikaturista.
- Itt született 1893-ban Eperjessy Kálmán történész, József Attila osztályfőnöke a makói gimnáziumban.
- Itt született 1905-ben Makkai János újságíró, közíró, 1935–1944 között magyar országgyűlési képviselő.
- Itt született 1914-ben Korondi Béla ezredes, a Rajk-per egyik mellékperének másodrendű vádlottja.
- Itt született 1935-ben, és 2018-as halála után itt is lett temetve Vitályos Ildikó színésznő.
- Itt élt élete végén Lázár Kálmán (1827–1874) ornitológus, újságíró, az MTA tagja.
- A város börtönének foglya volt néhány hónapig Ana Pauker (sz. Hanna Rabinsohn) bolsevista politikus, Románia (és egyben a világ) első női külügyminisztere (1947–1952).

## Képek

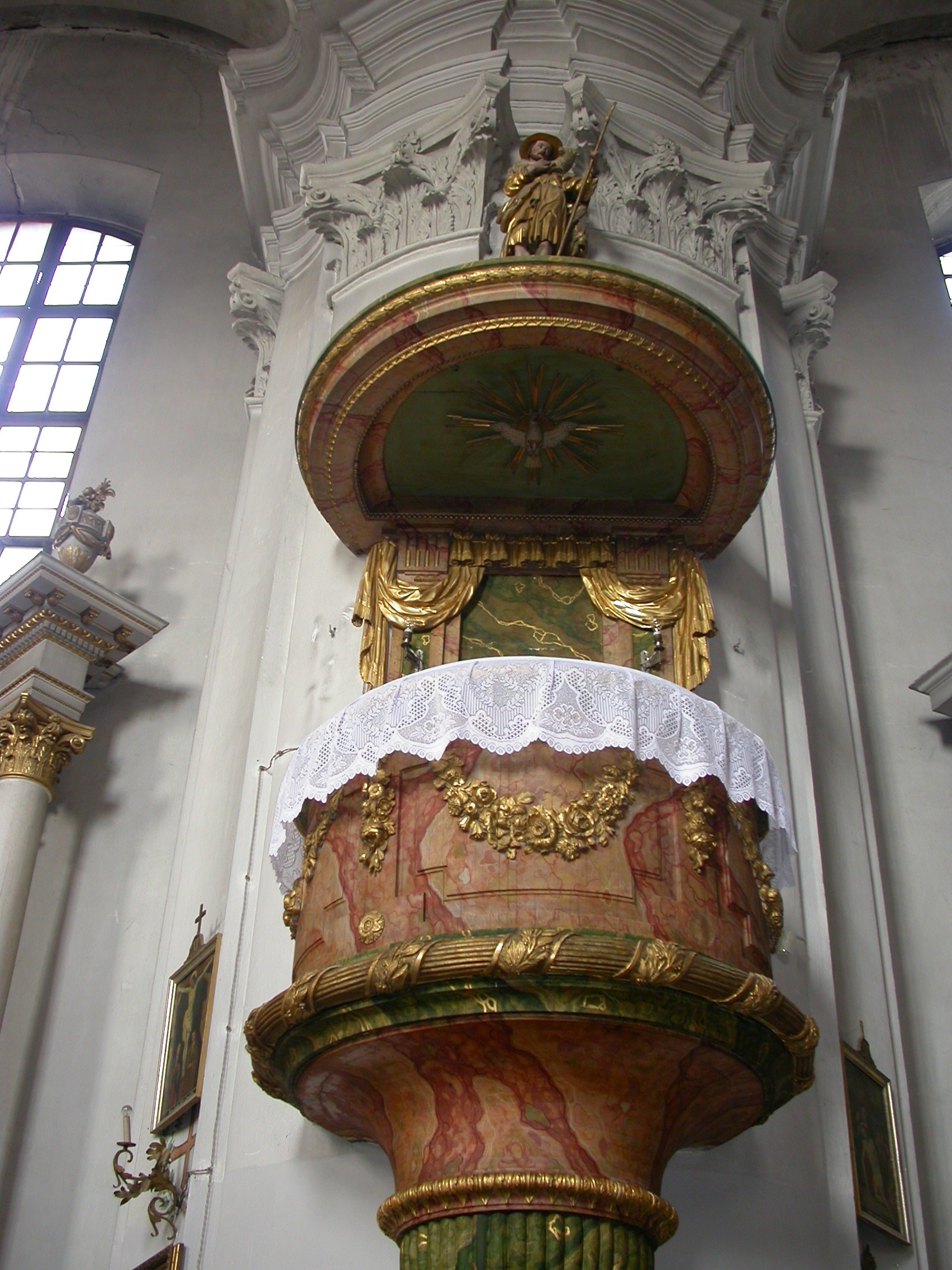
Az örmény nagytemplom szószéke
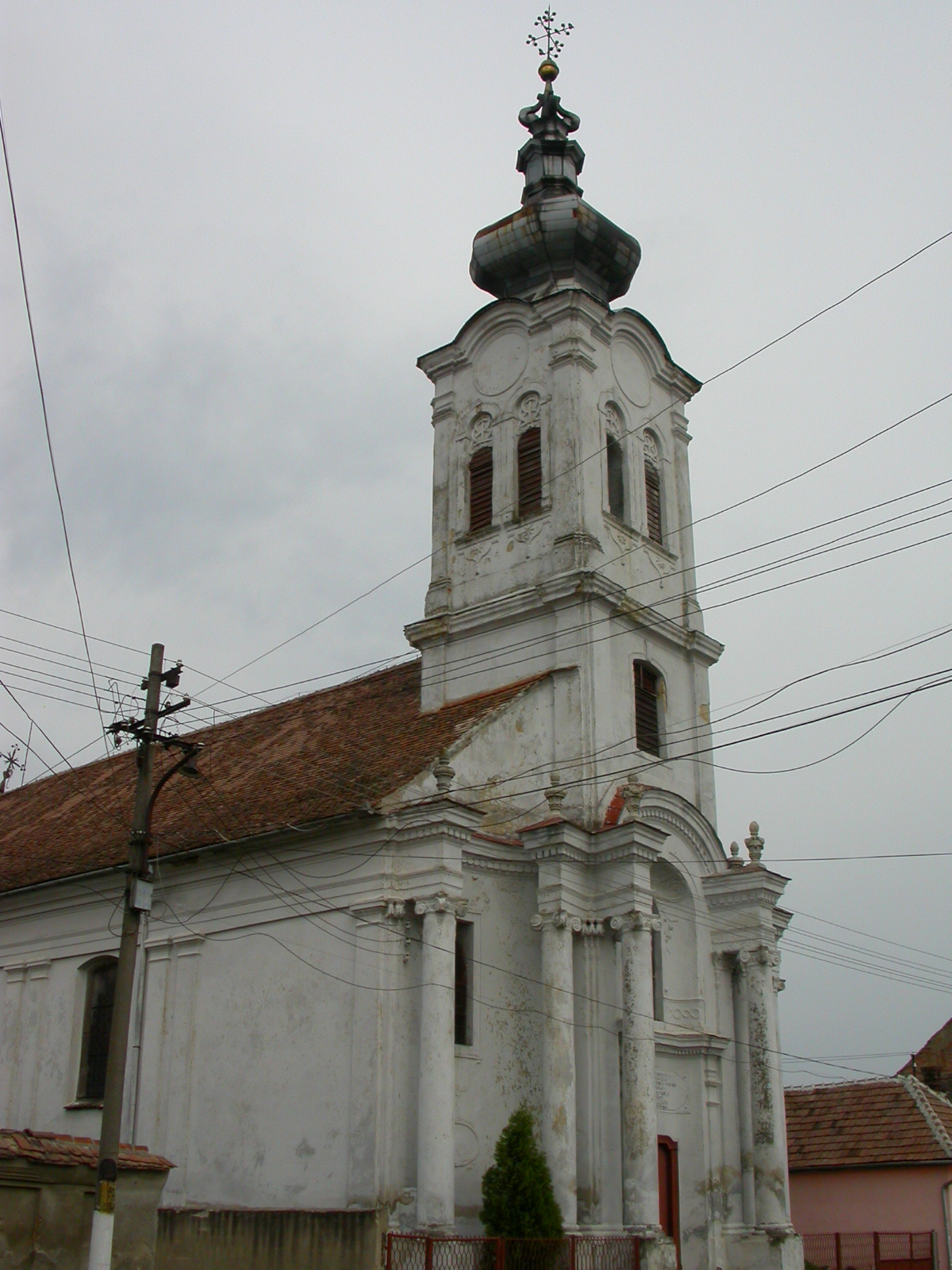
A volt mechitarista templom
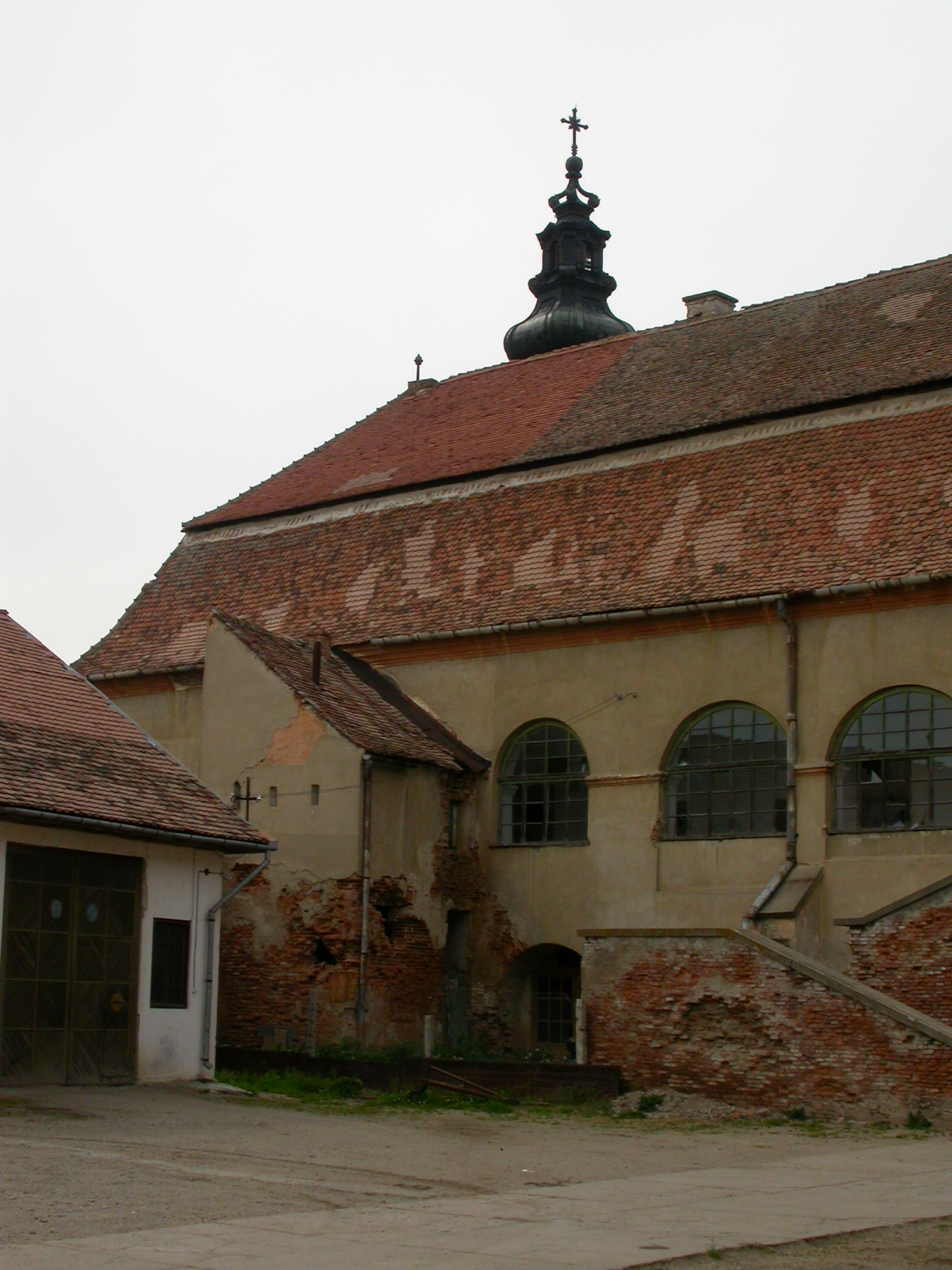
A vár
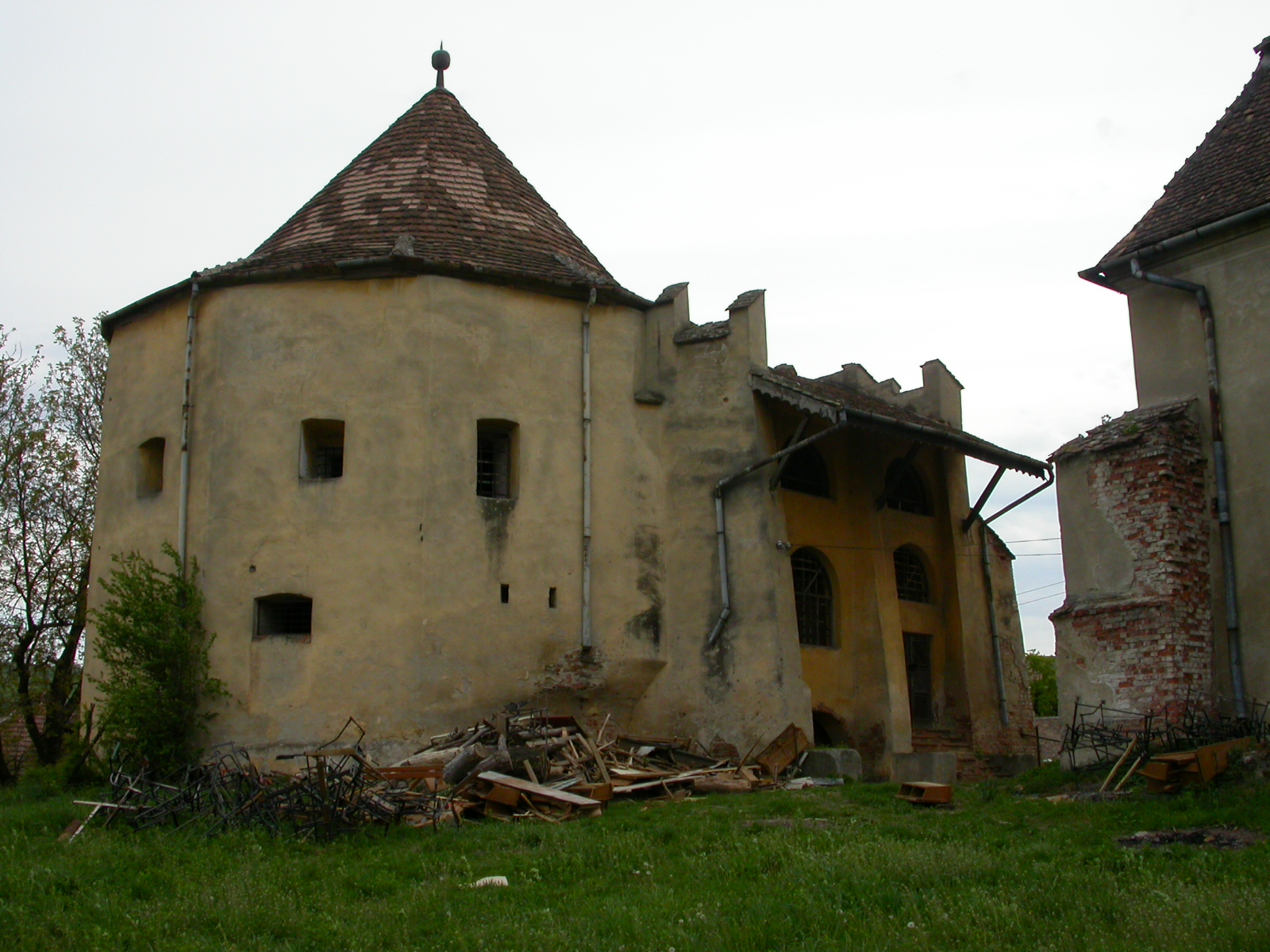
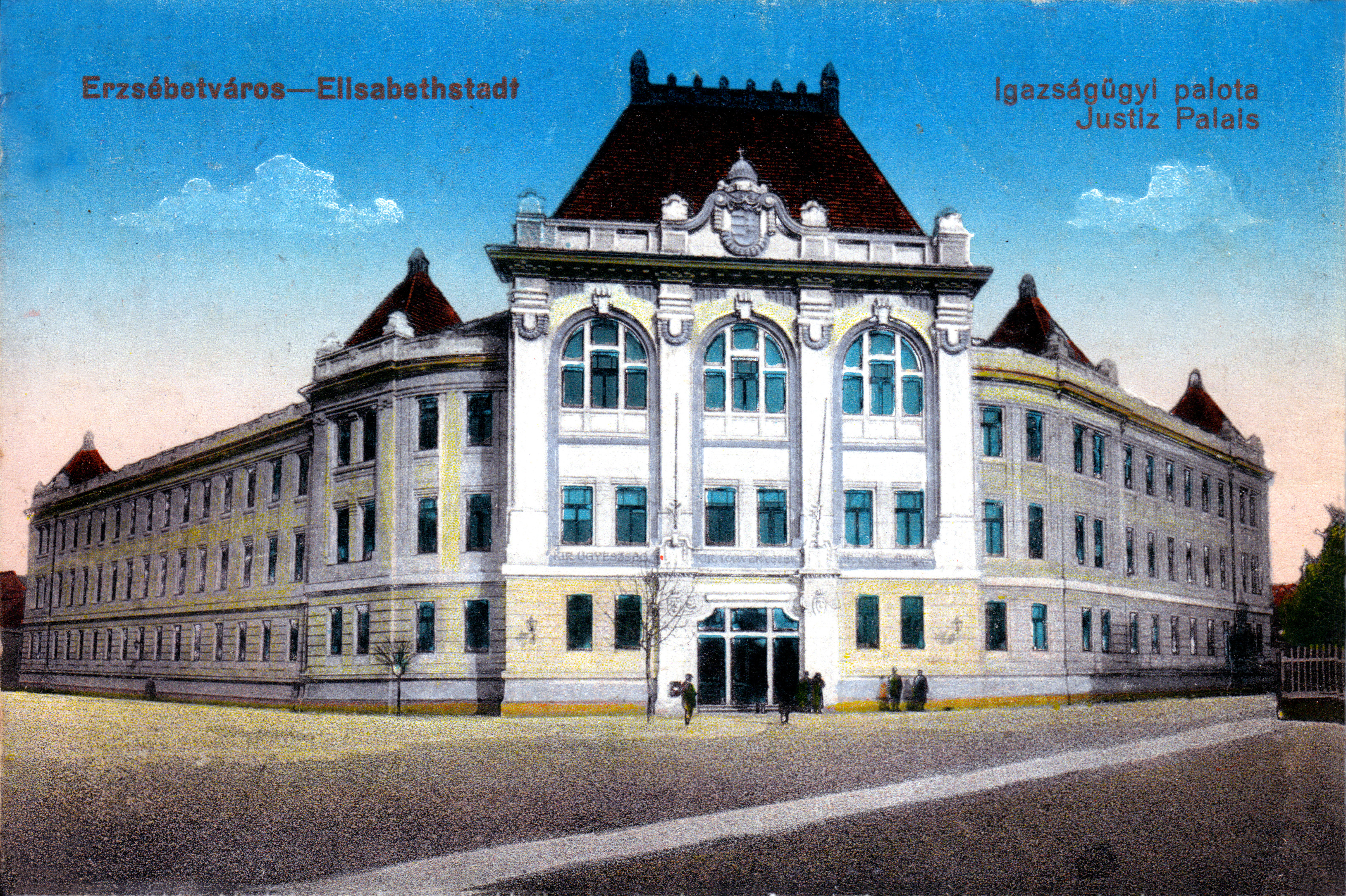
A törvényszék épülete az 1910-es években (ma befogadó oktatási központ)